# HD 59381
HD 59381，又名BD-10 2067，SAO 152941、HR 2867，是一颗恒星，视星等为5.75，位于銀經226.46，銀緯3.58，其B1900.0坐标为赤經7h 24m 37.1s，赤緯-10° 3.58′ 13″。